# 通譲線
通譲線（つうじょうせん、中国語: 通让铁路）は中華人民共和国の中国国鉄の鉄道路線。 内モンゴル自治区通遼市の通遼駅と黒竜江省大慶市の大慶西駅を連絡している全長413kmの路線である。

## 概要
1964年に建設開始され、1966年に開業した。通譲線の「譲」は2010年10月31日まで大慶西駅の位置に「譲湖路駅」が存在しており終点駅であったことに由来する。